# Dendya tripodifera
Dendya tripodifera är en svampdjursart som först beskrevs av Carter 1886.  Dendya tripodifera ingår i släktet Dendya och familjen Soleneiscidae. Inga underarter finns listade i Catalogue of Life.